# 2010年度壹電視大獎得獎名單
2010年度壹電視大獎得獎名單，列出香港《壹周刊》主辦的壹電視大獎之2010年度得獎名單。頒獎典禮於2010年3月31日假尖沙咀九龍香格里拉酒店舉行，頒獎嘉賓為楊千嬅。

## 十大電視節目
- 第一位：宮心計
- 第二位：巾幗梟雄
- 第三位：絕代商驕
- 第四位：學警狙擊
- 第五位：巴不得爸爸...
- 第六位：烈火雄心3
- 第七位：畢打自己人
- 第八位：老友狗狗
- 第九位：香港亂噏
- 第十位：超級巨聲

## 十大電視藝人
- 第一位：鄧萃雯
- 第二位：黎耀祥
- 第三位：佘詩曼
- 第四位：楊怡
- 第五位：陳豪
- 第六位：鍾嘉欣
- 第七位：黃宗澤
- 第八位：吳卓羲
- 第九位：謝雪心
- 第十位：陳法拉

## 最有前途藝人
- 最有前途男藝人：陳偉霆
- 最有前途女藝人：江若琳

## 其他獎項
- KANEBO IMPRESS端正素肌大獎：廖碧兒
- PHILIPS星勢非凡大獎：楊　怡
- POLO SANDA ROBERTA型人品味藝人大獎：鍾嘉欣
- SLENDERTONE全方位美態藝人大獎：官恩娜
- MEN'S SKIN CENTRES BY BELLA新一代魅力非凡男藝人大獎：陳偉霆
- SVENSON健康頭髮藝人大獎：陳　豪